# Espiens
Espiens é uma comuna francesa na região administrativa da Nova Aquitânia, no departamento Lot-et-Garonne. Estende-se por uma área de 17,67 km². Em 2010 a comuna tinha 378 habitantes (densidade: 21,4 hab./km²).